# David Anders
David Anders, właściwie David Anders Holt (ur. 11 marca 1981 w Grants Pass w Oregon) – amerykański aktor filmowy, teatralny i telewizyjny, najlepiej znany jako Julian Sark z serialu Agentka o stu twarzach (Alias).

## Życiorys
Urodził się w Grants Pass w stanie Oregon jako najmłodsze z czwórki dzieci Jeri Holt i doktora Tony’ego Holta. Ma troje rodzeństwa: dwóch braci - biologicznego brata Arika i adoptowanego brata Jasona oraz adoptowaną siostrę Maili. 
W młodym wieku zaczął występować w szkolnych przedstawieniach, ale większość szkoły średniej spędził grając w gry sportowe, takie jak koszykówka i tenis. Kiedy miał 15 lat w szkole średniej, dostał rolę Filipa Apostoła w regionalnym widowisku Jesus Christ Superstar. Mając 18 lat otrzymał rolę George'a w jego licealnym spektaklu Nasze miasto (Our Town), a następnie zagrał Freddy'ego Eynsford-Hilla w przedstawieniu My Fair Lady. Odrzucił propozycję studiów w kilku szkołach wyższych i konserwatoriów, w tym American Academy of Dramatic Arts w Pasadenie, i przeniósł się do Los Angeles.
Zdecydował się zmienić nazwisko na David Anders (Anders to jego drugie imię), ponieważ istnieje już aktor, który nazywa się David Holt. 
W wieku 20 lat dostał swoją przełomową rolę jako Julian Sark w serialu Agentka o stu twarzach (Alias).
W 2001 wystąpił w sztuce Anne Frank The Diary of Anne Frank.

## Filmografia

### filmy
- 2002: The Source jako Booji
- 2005: Circadian Rhythm jako Garrison
- 2006: Pozostawiona w ciemności (Left in Darkness) jako Donovan
- 2007: ELI (film krótkometrażowy) jako Eli
- 2009: Dzieci kukurydzy (Children of the Corn, TV) jako Burt
- 2009: Błękitna głębia 2: Rafa (Into the Blue 2: The Reef) jako Carlton
- 2009: Powrót trupa (The Revenant) jako Bart
- 2011: Archetype jako RL7
- 2011: The Maiden and the Princess jako Hammond
- 2012: The Unknown Son jako Obi Scott

### Seriale
- 2001: Jak dwie krople wody (So Little Time ) jako uczeń szkoły średniej
- 2002-2006: Agentka o stu twarzach (Alias) jako Julian Sark
- 2004: CSI: Kryminalne zagadki Las Vegas jako Travis Watson
- 2005: Czarodziejki jako hrabia Roget
- 2005: CSI: Kryminalne zagadki Miami jako Brian Miller
- 2006: Deadwood jako piechur
- 2007: Chirurdzy jako Jim
- 2007–10: Herosi (Heroes) jako Takezo Kensei / Adam Monroe
- 2009: Magia kłamstwa jako sierżant sztabowy Russell Scott
- 2010: 24 godziny jako Josef Bazhaev (sezon 8)
- 2010: Magazyn 13 jako Jonah Raitt
- 2010: Pan i Pani Bloom (Undercovers) jako Matthew Hunt
- 2010–14, 2017: Pamiętniki wampirów (The Vampire Diaries) jako John Gilbert
- 2011–16: Dawno, dawno temu jako dr Whale / Victor Frankenstein (sezon 1,2,3 i 5)
- 2012: Dr House jako Bill Koppelman
- 2013: Arrow jako Cyrus Vanch
- 2013: Nie ma lekko (Necessary Roughness) jako Troy Cutler
- 2013: Zabójcze umysły jako Anton Harris
- 2015: Stalker jako Darren Tyler
- 2015-2019: iZombie jako Blaine DeBeers

## Dubbing
- 2004: Alias jako pan Sark (głos)